# Доль (округ)
Округ Доль (фр. Arrondissement de Dole) — округ у Франції, в департаменті Жура. 2023 року округ об'єднував 190 муніципалітетів, населення становило 106 109 осіб.
Адміністративний центр (супрефектура) — Доль.

## Муніципалітети
Список муніципалітетів округу:
1. Абержман-ла-Ронс
2. Абержман-ле-Гран
3. Абержман-ле-Петі
4. Абержман-ле-Тезі
5. Аманж
6. Анан-Бовуазен
7. Аннуар
8. Арбуа
9. Ареш
10. Аршеланж
11. Баверан
12. Балезо
13. Бан
14. Барретен
15. Безен
16. Бельмон
17. Берсаєн
18. Б'єфморен
19. Бракон
20. Бран
21. Бреван
22. Бренан
23. Бретеньєр
24. Бювіллі
25. Б'ярн
26. Вадан
27. Вілле-ле-Буа
28. Вілле-Робер
29. Вілле-Фарле
30. Віллерсерин
31. Віллетт-лез-Арбуа
32. Віллетт-ле-Доль
33. Вільнев-д'Аваль
34. Вітре
35. Во-сюр-Поліньї
36. Водре
37. Вріанж
38. Гате
39. Гранж-де-Вевр
40. Гредізан
41. Грозон
42. Даммартен-Марпен
43. Дампарі
44. Дамп'єрр
45. Дарбонне
46. Доль
47. Дурнон
48. Еван
49. Еглеп'єрр
50. Еклан-Ненон
51. Екле
52. Етрепіньє
53. Жандре
54. Жеврі
55. Жерез
56. Жерміньє
57. Жу
58. Іворі
59. Івре
60. Клюсі
61. Колонн
62. Краман
63. Криссе
64. Куртфонтен
65. Ла-Барр
66. Ла-Бретеньєр
67. Ла-В'єй-Луа
68. Ла-Луа
69. Ла-Ферте
70. Ла-Шапель-сюр-Фюр'єз
71. Ла-Шателен
72. Лаван-ле-Доль
73. Лаванжо
74. Ле-Дешо
75. Ле-Е
76. Ле-Планш-пре-Арбуа
77. Ле-Ф'є
78. Ле-Шатле
79. Лез-Арсюр
80. Лез-Ессар-Теньєво
81. Лемюї
82. Лонві-сюр-ле-Ду
83. Луватанж
84. Маланж
85. Марно
86. Матене
87. Мене
88. Меноте
89. М'єрі
90. Моламбоз
91. Моле
92. Молен
93. Мон-су-Водре
94. Монбарре
95. Моне
96. Монмарлон
97. Монміре-ла-Віль
98. Монміре-ле-Шато
99. Монньєр
100. Монтеплен
101. Монтіньї-лез-Арсюр
102. Монтольє
103. Муассе
104. Мушар
105. Мютіньє
106. Небланз-Абержман
107. Неві-ле-Доль
108. Невілї
109. Одланж
110. Ожеран
111. Оксанж
112. Омон
113. Омюр
114. Оршам
115. Отюм
116. Оффланж
117. Паньє
118. Паньо
119. Парсе
120. Пезе
121. Пентр
122. Петі-Нуар
123. Пікарро
124. План
125. Плер
126. Плюмон
127. Поліньї
128. Пон-д'Ері
129. Пор-Лене
130. Претен
131. Пуентр
132. Пюпієн
133. Ранс
134. Раншо
135. Раон
136. Ренан
137. Романж
138. Ромен
139. Рошфор-сюр-Ненон
140. Руффанж
141. Салан
142. Сален-ле-Бен
143. Саліньє
144. Сампан
145. Сантан
146. Сезене
147. Селіньє
148. Сен-Барен
149. Сен-Лотен
150. Сен-Лу
151. Сен-Сір-Монмален
152. Сен-Тьєбо
153. Сент-Обен
154. Серманж
155. Сернан
156. Серр-ле-Мульєр
157. Суван
158. Таво
159. Таксенн
160. Тассеньєр
161. Тезі
162. Терве
163. Турмон
164. Унан
165. Уньє
166. Ур
167. Усьєр
168. Фаллетан
169. Фе-ан-Монтань
170. Фран-ле-Мельєр
171. Фрезан
172. Фушран
173. Шамбле
174. Шамван
175. Шамдівер
176. Шамоль
177. Шампань-сюр-Лу
178. Шампаньє
179. Шатенуа
180. Шатле
181. Шевіньї
182. Шемен
183. Шен-Бернар
184. Шене-де-Купі
185. Шиї-сюр-Сален
186. Шиссе-сюр-Лу
187. Шо-Шампаньї
188. Шоссен
189. Шоссенан
190. Шуазе